# 630 a.C.
Séculos: (Século VII a.C. - Século VI a.C. - Século V a.C.)

## Nascimentos
- Safo (630 a.C. e 612 a.C.), poetisa da Grécia antiga, da cidade de Mytilene na ilha de Lesbos, que era um centro cultural no Século VII a.C.[1]